# Parafia cywilno-wojskowa Ducha Świętego Pocieszyciela w Giżycku
Parafia cywilno-wojskowa Ducha Świętego Pocieszyciela w Giżycku – parafia została kanonicznie erygowana przez biskupa warmińskiego Edmunda Piszcza w 1990. Od 2012 jest to parafia wojskowo-cywilna należąca do dekanatu Wojsk Lądowych Ordynariatu Polowego Wojska Polskiego.

## Historia
Budowę kościoła rozpoczęła się w 1993 i trwała do 1999, kiedy to kościół poświęcił ówczesny biskup pomocniczy ełcki Edward Samsel.